# Living Rent
Living Rent és un sindicat nacional d'inquilins a Escòcia. Inicialment establert el 2014 com un grup de campanya que instava el govern escocès a implementar controls dels preus de lloguer, es va convertir posteriorment en una organització de membres massius de llogaters amb l'objectiu d'"abordar el desequilibri de poder entre propietaris i llogaters" mitjançant una acció col·lectiva.
Living Rent està afiliat a ACORN International i és membre associat de la Unió Internacional de Llogaters (IUT).

## Estructura
Living Rent és una organització democràtica dirigida per membres. Els membres s'organitzen en branques, normalment pel que fa als barris, cadascuna de les quals té un comitè elegit pels membres locals. Les branques treballen juntes en campanyes nacionals a través del fòrum nacional. Un comitè nacional elegit pels membres a la seva Assemblea General és legalment responsable de l'organització i del seu bon govern.

## Història
Living Rent es va establir el 2014 en resposta a l'anunci d'una sèrie de consultes del govern escocès sobre habitatge. L'organització va seguir el grup d'acció de llogaters privats d'Edimburg (EPTAG). Les tres demandes clau de Living Rent eren els controls de lloguer, l'abolició dels desnonaments sense culpa i una major flexibilitat per als llogaters per finalitzar els lloguers abans d'hora. El 2015, Living Rent havia establert una junta nacional, enllaços amb altres organitzacions i sindicats i grups locals d'Escòcia.
L'octubre de 2016, Living Rent va celebrar la seva primera assemblea general com a sindicat d'inquilins, informant d'una afiliació de més de 100, així com de 2.600 membres associats i el suport d'Unite the Union, Unison i la National Union of Students (NUS). A la seva segona AGA el gener de 2018, els seus membres s'havien duplicat fins als 200, cosa que va permetre que Living Rent contractés personal a temps complet per donar suport a la seva feina a Glasgow i Edimburg. Posteriorment, els membres del sindicat van créixer a més de 500 a l'AGA de 2019 i a més de 1.200 a l'AGA de 2020, amb més de 300 persones que s'hi van unir durant l'apogeu de la pandèmia de la COVID-19.
L'agost de 2021, el codirider del Partit Verd Escocès, Patrick Harvie, va acreditar a Living Rent haver "creat l'espai polític" per a les propostes de control de lloguers a l'acord de cooperació SNP-Green, mitjançant el qual es va convertir en ministre d'Edificis Zero Carboni, Viatges Actius i Drets dels Llogaters més tard aquell mes.